# Clase Königsberg (1927)
La clase Königsberg (clase K en algunas literaturas) fue una serie de tres cruceros ligeros construidos para la marina de la República de Weimar (Reichsmarine), estando compuesta de tres unidades: Königsberg, Karlsruhe y Köln; que más tarde sirvieron en la Kriegsmarine durante la Segunda Guerra Mundial. Estos cruceros fueron bautizados con nombres de ciudades alemanas comenzadas por "K", de ahí el sobrenombre.

## Características

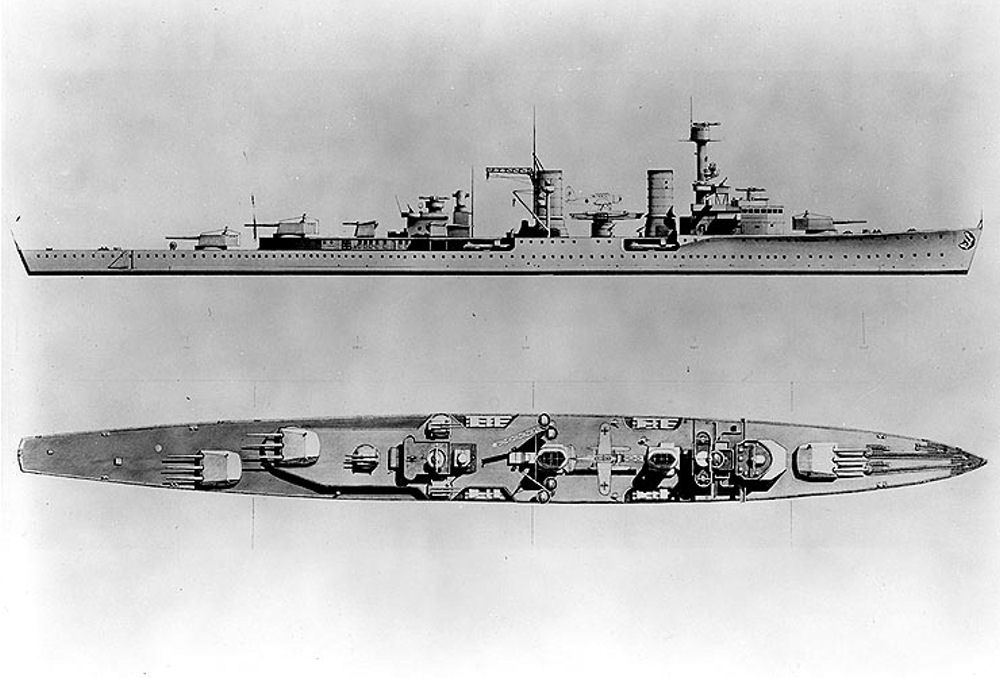
Diagrama que muestra la disposición artillera de los clase Königsberg

### Armamento

Vista interior de una torre

Los cruceros clase Königsberg fueron construidos de acuerdo a las restricciones impuestas por el Tratado de Versalles, siendo botados entre 1927 y 1928. Eran cruceros exploradores armados con tres torres triples de 150 mm, presentando dos de estas torres a popa desplazadas respecto de la línea de crujía pero alineadas respecto del primer tubo de la torreta posterior, para el disparo simultáneo de ambas torres hacia atrás con vista a obtener un mejor arco de tiro. Los cañones de 88 mm, estaban montados bajo una defensa muy característica a proa y a popa (ver fotografía).
Para ahorrar peso, se decidió instalar tres torretas triples en lugar de cuatro torretas gemelas para la clase Königsberg: las primeras torretas triples de la Armada alemana. Había una torre a proa y dos a popa. Esto significó que sólo un tercio de la potencia de fuego se dirigió directamente hacia adelante. Una razón para esta formación fue la tarea de reconocimiento que se tuvo en cuenta durante el diseño, ya que esto significaba que habría más potencia de fuego disponible en caso de una posible retirada. Las dos torretas de popa se movieron unos 2 m a babor y estribor desde la línea central para poder disparar más allá de la superestructura y directamente hacia adelante.n la práctica, sin embargo, esto no se hizo porque la presión de boca de los cañones del barco habría causado daños a la superestructura. Por primera vez en la Armada alemana, los barcos de la clase K tenían un control de fuego central.

### Blindaje

Sección transversal del blindaje

Débilmente blindados, con apenas 50 mm de protección horizontal, 40 mm en el cinturón lateral y tan solo 20 mm en las torres, estos cruceros al momento de la entrada en guerra estaban totalmente superados por sus similares británicos de la clase Leander.
La cubierta blindada, que se extendía en toda su manga, tenía un espesor de 20 a 40 mm, aunque no tenía el terraplén habitual. El blindaje correspondía al estándar de un crucero ligero de la época. Por un lado, hubo que hacer concesiones en materia de armaduras debido a las restricciones del Tratado de Versalles, pero por otro lado, esto se pudo compensar parcialmente mediante el uso de aleaciones modernas. El material del blindaje era el acero de blindaje Krupp 420. Este acero homogéneo al cromo-níquel-molibdeno, que data de la Primera Guerra Mundial, no era maleable y al principio solo podía fabricarse con un espesor de hasta 80 mm, pero se considera el mejor acero blindado de su época y era sólo un 5% menos resistente que el posterior acero Krupp-Wh (Wotan-hard), que se utilizó para fabricar posteriores buques de guerra alemanes. Durante su renovación, el Karlsruhe recibió un segundo blindaje exterior y una nueva cubierta superior hecha de este acero. Debido a la guerra, no se llevó a cabo ninguna conversión comparable en sus dos barcos gemelos.

### Desventajas
En la construcción del casco se empleó exclusivamente soldadura, por lo que más temprano que tarde presentaron trizaduras debido al tensionamiento de la estructura y además adolecían de serios problemas de estabilidad ya que el centro de gravedad era muy elevado. Un detalle que tenían estos cruceros era la excesiva vibración que se generaba cuando alcanzaban la velocidad de crucero.

### Instalacciones

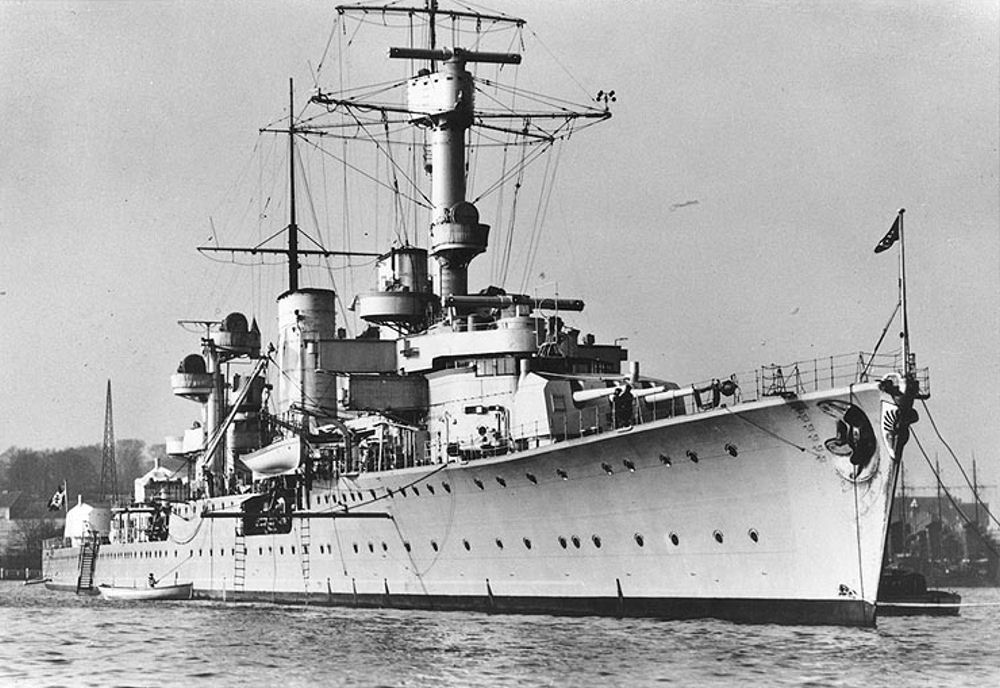
Aquí se pueden ver claramente dos dispositivos de base de 6 m al frente del mariscal en el puesto de mando

El sistema de control de armas constaba de tres telémetros ópticos con una base de medición de 6 m y tres dispositivos más pequeños con una base de 3 m. Los dispositivos de 6 m controlaban los cañones de 15 cm y estaban ubicados en los puestos de mando delantero y trasero, así como en los Vormars (centro de control de artillería). Los dispositivos de 3 m estaban ubicados en el costado del mástil de combate y en el puesto de mando de popa y controlaban el cañón antiaéreo y el arma torpedera.
El sistema eléctrico constaba de dos turbogeneradores accionados por vapor con una potencia de 250 kW cada uno y dos generadores diésel de 90 kW cada uno. Los generadores, que proporcionaban una tensión continua de 220 V, se distribuyeron en tres estaciones separadas para que, en caso de que una de las estaciones se inundara, se mantuviera el sistema eléctrico de a bordo. Sin embargo, en caso de emergencia se hizo evidente que el sistema eléctrico seguía siendo extremadamente vulnerable y a menudo fallaba en situaciones difíciles.
También había dos plantas de producción de agua dulce disponibles para la producción de agua de lavado, potable y de alimentación. Un sistema de refrigeración de CO2 enfriaba la sala de provisiones a 0 °C y mantenía todas las cámaras de municiones a una temperatura de seguridad suficiente.

## Historia
El Karlsruhe fue usado durante la República de Weimar y en la pre-guerra para 5 viajes de representación entre 1930 y 1936 teniendo como uno de sus comandantes a bordo (1934-1935) a Günther Lütjens (más tarde almirante del acorazado Bismarck). Los cruceros Köln y Königsberg operaron como navíos neutrales en la guerra civil española y, en Noruega y en aguas del mar Báltico, en cruceros de instrucción.
Durante la Segunda Guerra Mundial, estos cruceros fueron empleados como transporte de tropas en la Operación Weserübung, en la Invasión de Noruega siendo hundidos el Karlsruhe en Kristiansand por el submarino británico HMS Truant y el Königsberg por bombarderos en picado Blackburn Skua en Bergen. El Köln quedó como único superviviente de la clase. Fue utilizado en diversas funciones, como minado en el Mar del Norte y para servir de apoyo en ataque de convoyes árticos. Fue severamente dañado en dos ocasiones por bombardeo aéreo en diciembre de 1944 y fue remolcado a Wilhelmshaven donde fue nuevamente atacado y semihundido hasta la obra muerta para servir como batería flotante hasta su destrucción final en marzo de 1945.

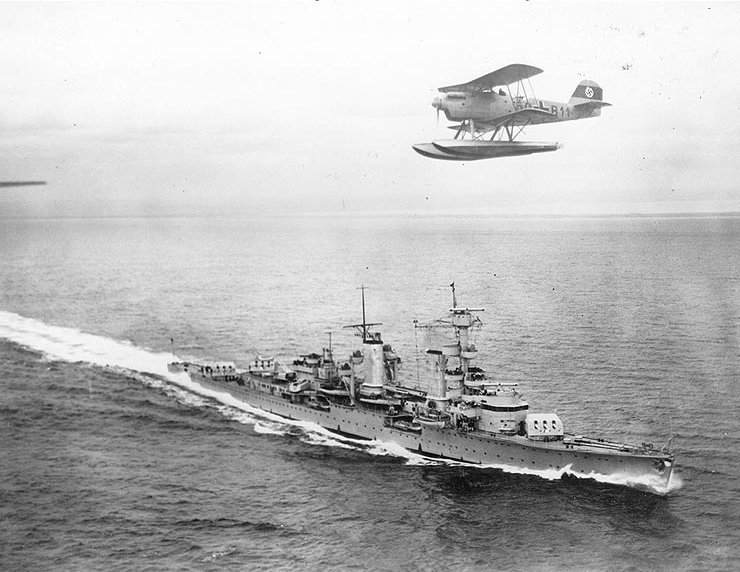
El Köln sobrevolado por un He 60
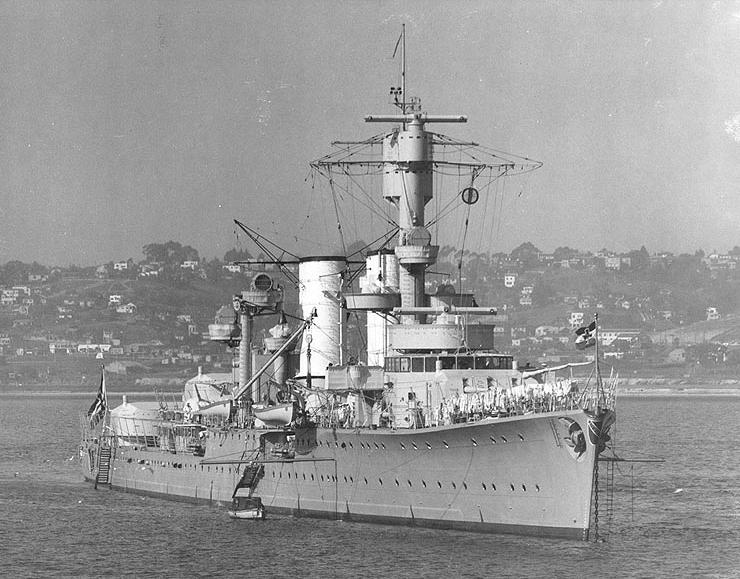
El Karlsruhe en 1934
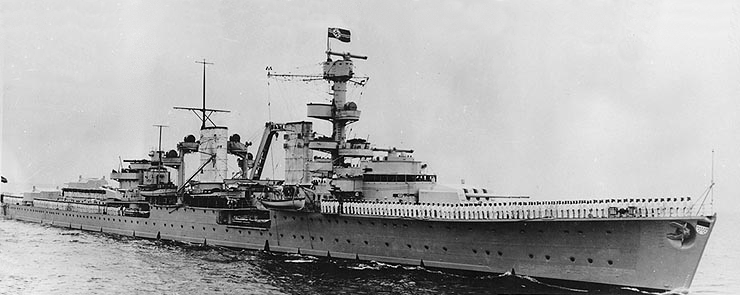
El Köln, c. 1936
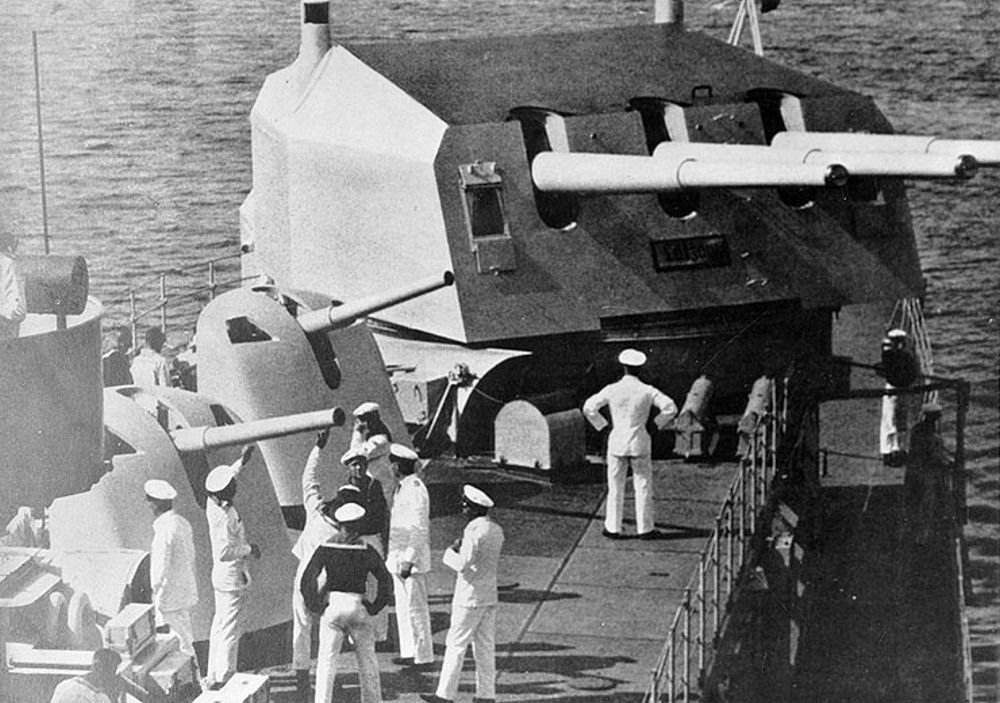
Disposición artillera popel del Königsberg (Nótese la protección del cañón de 88 mm.
Esquema del crucero Karlsruhe